# Bataillon de marche d'Extrême-Orient
Cet article court présente un sujet plus développé dans : Bataillon de marche.
Cet article concerne les unités formées en Indochine. Pour le « bataillon de marche d'Extrême-Orient » formé dans le Médoc, voir 2e division coloniale d'Extrême-Orient. Pour les autres significations, voir BMEO.
Un bataillon de marche d'Extrême-Orient (BMEO) est un type d'unité militaire de l'Armée de terre française existant pendant la guerre d'Indochine.

## Historique
Les premiers BMEO sont formés en janvier 1946 à partir des cadres française des trois bataillons de marche sénégalais de la 1re brigade d'Extrême-Orient, débarqués en Cochinchine sans leurs tirailleurs sénégalais. Ils recrutent des soldats cambodgiens et montagnards (en) pour compléter leur effectif. De quatre en janvier 1946, leur nombre passe à sept en 1950. Le 31 décembre 1950, les 3e à 7e BMEO sont dissous et deviennent des bataillons montagnards vietnamiens (appartenant à l'Armée nationale vietnamienne), le 2e BMEO devient 66e bataillon vietnamien en novembre 1952 et le 1er BMEO devient en novembre 1953 le 2e bataillon de marche du régiment du Cambodge.

## Liste
- 1er bataillon de marche d'Extrême-Orient
- 2e bataillon de marche d'Extrême-Orient
- 3e bataillon de marche d'Extrême-Orient
- 4e bataillon de marche d'Extrême-Orient
- 5e bataillon de marche d'Extrême-Orient
- 6e bataillon de marche d'Extrême-Orient
- 7e bataillon de marche d'Extrême-Orient